# Departamento de San Javier (kommun i Córdoba)
Departamento de San Javier är en kommun i Argentina.   Den ligger i provinsen Córdoba, i den centrala delen av landet, 700 km väster om huvudstaden Buenos Aires. Antalet invånare är 48 951.
Omgivningarna runt Departamento de San Javier är i huvudsak ett öppet busklandskap. Runt Departamento de San Javier är det ganska glesbefolkat, med 34 invånare per kvadratkilometer.